# Grigorij Mkrtyčan
Grigorij Mkrtičevič Mkrtyčan (rusky:Григорий Мкртычевич Мкртычан / Grigorij Mkrtyčevič Mkrtyčan) (arménsky:Կրիկոր Մկրտիչյան / Krikor Mkrtič'yan) (3. ledna 1925, Krasnodar – 14. února 2003, Moskva) byl sovětský (arménské národnosti) reprezentační hokejový brankář. Je členem Ruské a sovětské hokejové síně slávy (členem od roku 1951).
S reprezentací Sovětského svazu získal jednu zlatou olympijskou medaili (1956). Dále je držitelem jednoho zlata (1954) a jednoho stříbra (1955) z MS.